# Cerco de Rouen (1591-1592)
O cerco de Rouen foi uma tentativa malsucedida de Henrique IV da França de capturar Rouen, a capital histórica da Normandia. A batalha ocorreu como parte das Guerras Religiosas Francesas, da Guerra dos Oitenta Anos e da Guerra Anglo-Espanhola (1585–1604) . Embora tenha reivindicado o trono em 1589, Henrique, um huguenote, não foi reconhecido por muitos de seus súditos católicos. Ele foi forçado a lutar contra uma Liga Católica determinada a resistir ao seu governo, no que foi auxiliada pela Espanha.
O cerco começou em 11 de novembro de 1591 com Robert Devereux, 2º Conde de Essex confrontando o governador da cidade, André de Brancas, Marquês de Villars, "com o tipo de gesto cavalheiresco que ainda era feitos nos campos de batalha da Europa" e "desafiou Villars a enfrentá-lo em combate individual." 
Em Rouen, as forças combinadas francesas, inglesas e holandesas de Henrique IV lutaram contra as tropas da Liga Católica, comandadas por Villars, e as forças espanholas lideradas por Dom Alexandre Farnese, duque de Parma. A cidade resistiu até a chegada das tropas espanholas, que derrotaram e obrigaram as forças protestantes a levantarem o cerco. Como o historiador John Lothrop Motley descreveu o abandono: "Henrique não esperou pelo ataque. Ele mudou seu plano e, pela primeira vez na vida, substituiu sua temeridade constitucional por extrema cautela. Nem esperou o ataque contra seu trincheiras nem buscando seu inimigo em campo aberto, ele ordenou que todo o acampamento fosse desmantelado e, em 20 de abril, levantou o cerco."